# Johan Ludvig Heiberg
Johan Ludvig Heiberg (14. prosince 1791, Kodaň – 25. srpna 1860, usedlost Bonderup poblíž Ringsteadu) byl dánský romantický básník, dramatik a literární kritik.

## Život
Johan Ludvig Heiberg byl synem básníka Petera Andrease Heiberga a po jeho vypovězení z Danska kvůli ostre kritice vlady byl od roku 1800 vychováván u příbuzných a jejich přátel. Vystudoval přírodní vědy a filosofii na Kodaňské univerzitě a roku 1817 zde získal doktorát. V letech 1819 až 1822 žil u otce v Paříži. Zde studoval hudbu a dramatické umění a seznámil se s veseloherním divadelním žánrem vaudevillem, který později uvedl do Dánska. Na formování jeho estetických názorů v té době měla velký vliv polemika básníků Jense Immanuela Baggesena a Adama Oehlenschlägera o smyslu básnictví a romantismu.

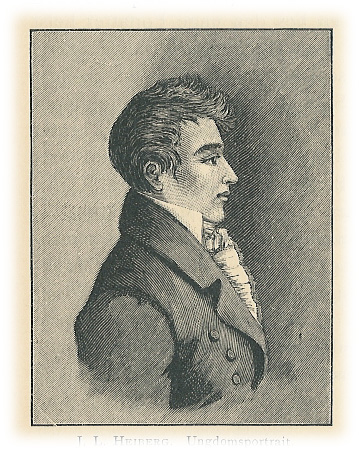
Johan Ludvig Heiberg

V letech 1822–1825 pracoval jako lektor dánštiny na univerzitě v Kielu a pak se již živil jako spisovatel a vlivný literární kritik. Roku 1831 se oženil s významnou herečkou Johannou Luisou Pätgesovou. Od roku 1827 do roku 1830 redigoval týdeník Kjøbenhavns Flyvende Post, později Interimsbladet (1834–1837) a Intelligensbladet (1842–1843) a v těchto periodikách prosazoval své estetické názory ovlivněné německým filosofem Hegelem, s jehož učením se seznámil v Kielu. Bojoval proti bezduchému materialismu a zdůrazňoval nutnost poezie a myšlenky v pozemském životě.
Heiberg obnovil tradici dánské veselohry a je považován za zakladatele dánského vaudevillu. Jeho hry, napsané v tomto žánru, ve kterých se vysmíval neduhům společenského života, se díky ironickému tónu a zajímavým zápletkám těší dodnes velké oblibě. Kromě toho je autorem libreta k národní zpěvohře Elverhøj (1828, Návrší elfů). Psal také lyrické a satirické básně. Působil rovněž jako dramaturg (1839–1849) a pak ředitel (1849–1856) Královského divadla v Kodani a také vyučoval estetiku a literaturu na vojenské akademii. Zabýval se rovněž astronomií a v letech 1844–1846 uveřejňoval své studie v listu Uraniæ. Protože ke konci života zaujímal čím dál výlučnější názory, že pouze "duchovní aristokracie" může jako jediná porozumět umění, náboženství a filosofii, začal jeho vliv na dánskou kulturu postupně upadat.

## Výběrová bibliografie

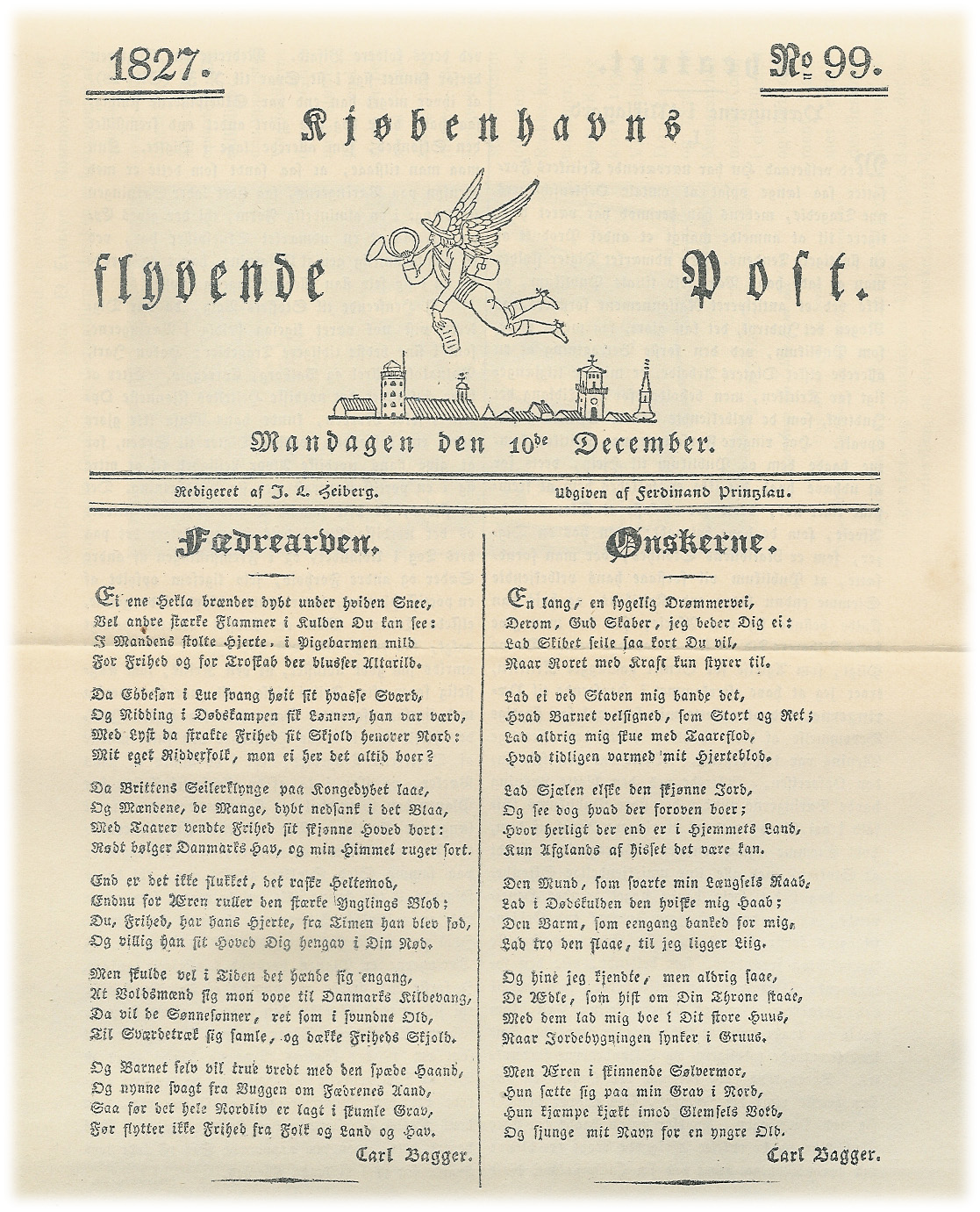
Kjøbenhavns Flyvende Post

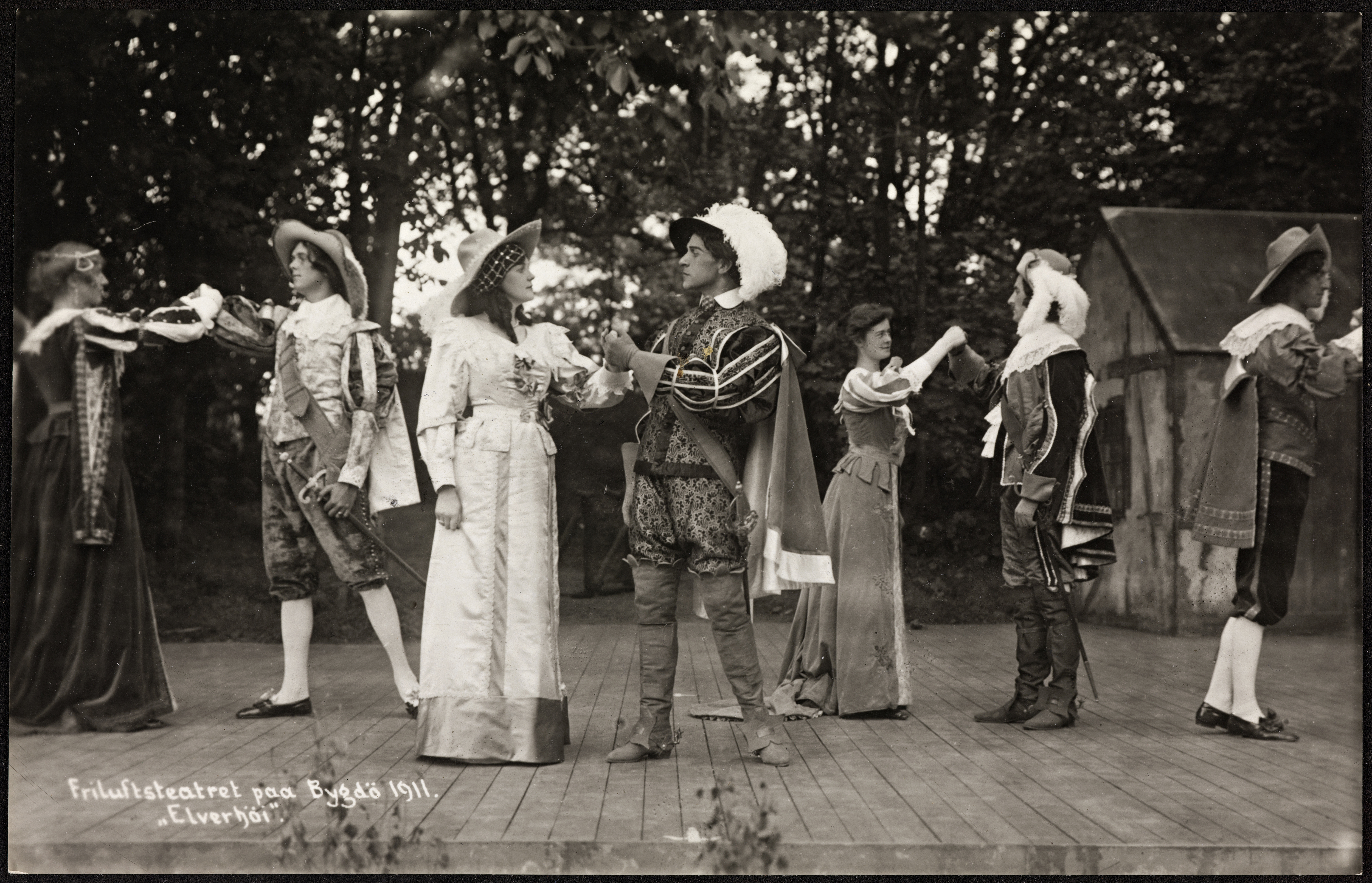
Inscenace zpěvohry Návrší elfů z roku 1911

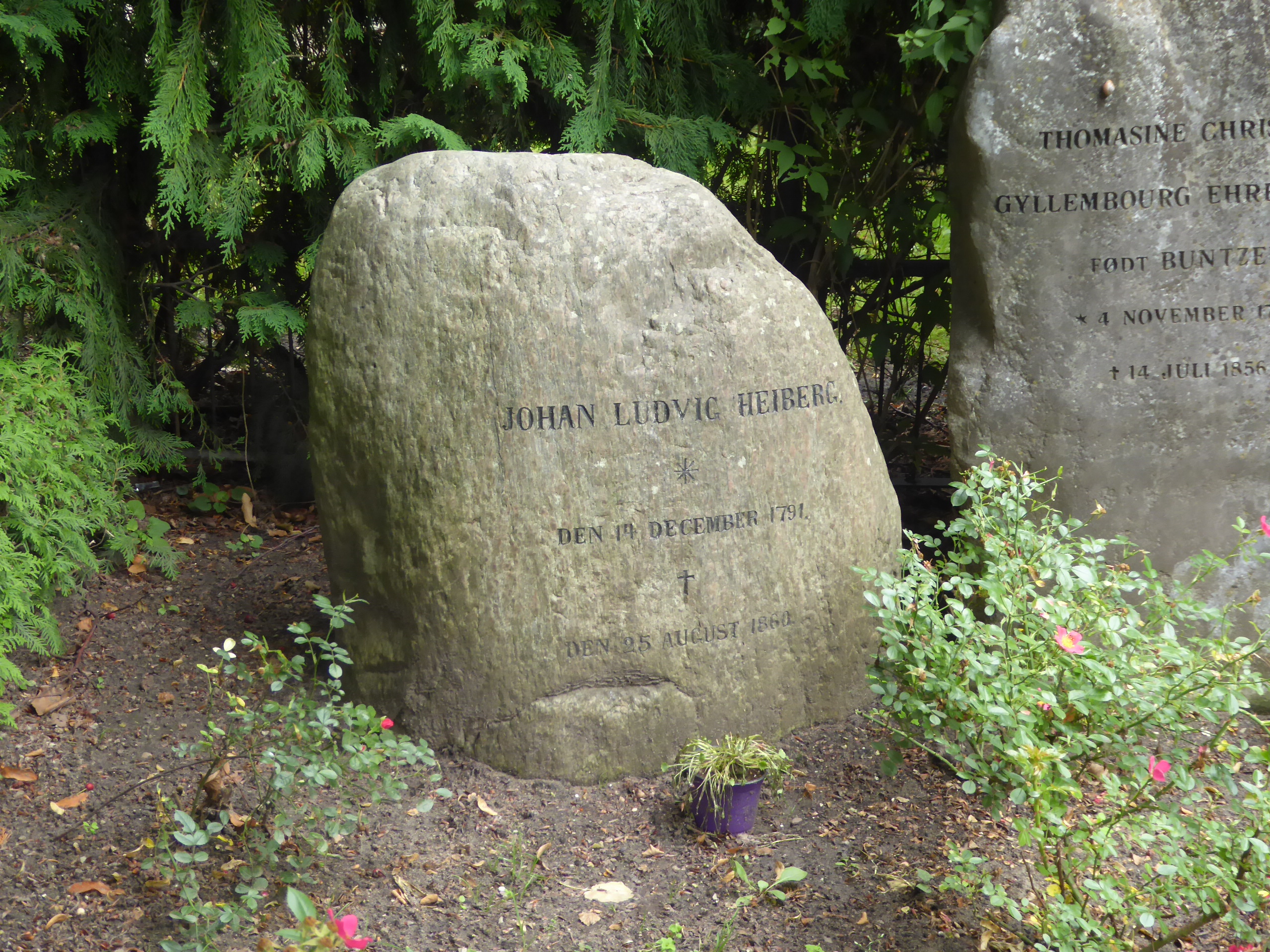
Heibergův hrob v Kodani.

- Marionettheatret (1814, Loutkové divadlo), svazek obsahuje hry Don Juan a Pottemager Walter (Hrnčíř Walter).
- Julespøg og Nytårsløj (1816, Vánoční žerty a novoroční lži), romanticko-polemická komedie.
- Psyche (1817), hra na mytologický námět.
- De poëseos dramaticae genere hispanico: et praesertim de Petro Calderone de la Barca (1817), autorova disertační práce v latině o španělském dramatikovi Pedrovi Calderónovi de la Barca.
- Noveller (1818-1819, Povídky), dva svazky.
- Digte (1819, Básně), básnická sbírka.
- Tycho Brahes Spådom (1819, Věštba Tycha Braheho), komedie.
- Grundlinien zum Systeme der Aesthetik (1824, Základy estetických systémů), odborná práce.
- Kong Salomon og Jørgen Hattemager (1825, Král Šalamoun a Jørgen Kloboučník), vaudeville.
- Aprilsnarrene (1826, Aprílové kousky), vaudeville.
- Om Vaudevillen (1826, O vaudevillu), odborná práce vyvracející argumenty jeho kritiků.
- Et Eventyr i Rosenborg Have (1827, Dobrodružství v Rosenborgské zahradě), vaudeville.
- Recensenten og dyret (1827, Kritik a zvíře), vaudeville.
- De uadskillige (1827, Nerozluční), vaudeville.
- Nordische Mythologie (1827, Severská mytologie), německý spis.
- Elverhøj (1828, Návrší elfů), hra se zpěvy (vlastně opereta), ke které složil hudbu dánský skladatel německého původu Friedrich Kuhlau. Její hudební pojetí se téměř vyrovná skutečné opeře, její předehra končí Kuhlauovým aranžmá dánské královské hymny.[4] Byla napsána z příkazu krále Frederika VI. jako součást oslav svatby jeho dcery Vilemíny se svým bratrancem, korunního princem Frederikem (pozdějším dánským králem Frederikem VII.). Děj hry je založen na lidové pověsti o králi elfů, kterou Heiberg umístil na vápencový útes Stevns Klint, a doplnil motivem vyměněných dětí, který řeší král Kristián IV. Dílo výjimečným způsobem spojuje mluvené slovo, hudbu a tanec a je považováno za dánskou národní zpěvohru.[5]
- Udsigt over den danske skjønne Literatur (1831, Pohled na dánskou krásnou literaturu), vědecká práce.
- De danske i Paris (1832, Dánové v Paříži), vaudeville.
- Om Philosofiens Betydning (1833, O významu filosofie), vědecká práce.
- Nej (1836, Ne), jednoaktovka.
- Fata Morgana (1838), komedie.
- Ja (1839, Ano), jednoaktovka.
- Emilies Hjertebanken (1840, Emíliino bušení srdce), jednoaktovka.
- Nye digte (1841, Nové básně), básnická sbírka, která kromě lyrických veršů obsahuje satirickou apokaliptickou komedii z roku 1840 En sjæl efter Døden (Duše po smrti).
- Gadeviser (1849, Pouliční písně), básnická sbírka.

## Filmové adaptace
- Elverhøj (1910, Návrší elfů), dánský němý film, režie Gunnar Helsengreen.
- Elverhøj (1917, Návrší elfů), dánský němý film, režie Aage Brandt a Sigurd Lomholt.
- Elverhøj (1939, Návrší elfů), dánský film, režie Svend Methling.
- Emilies hjertebanken (1953, Emíliino bušení srdce), dánský televizní film, režie Svend Aage Lorentz.
- De uadskillige (1955, Nerozluční), dánský televizní film, režie Ole Walbom.
- Recensenten og dyret (1962, Kritik a zvíře), dánský televizní film, režie Palle Skibelund.
- Elverhøj (1965, Návrší elfů), dánský animovaný film, režie Bent H. Barfod.
- Elverhøj (1985, Návrší elfů), dánský televizní film, režie Piv Bernth a Birgitte Price.[6]

## Česká vydání
- Ne, Praha: Josef Šváb 1920, přeložil Oldřich Heidrich.